# Линия Гойдера

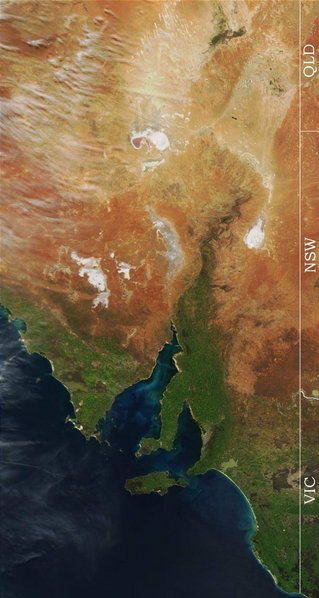
Спутниковое изображение пустынных и имеющих растительность регионов Южной Австралии. Джордж Гойдер высказал мнение относительно географических границ растениеводства в Южной Австралии.

Линия Гойдера (англ. Goyder's Line) — линия, проходящая через Южную Австралию примерно с востока на запад и, по сути, соединяющая места со среднегодовым уровнем осадков в 10 дюймов (250 мм). К северу от линии Гойдера, ежегодные осадки, как правило, слишком малы, чтобы поддерживать земледелие, в то же время эта местность пригодна для выпаса скота. Также линия разделяет земли с разным типом  растительности: к югу от неё преобладают кустарникои, а к северу — лебеда.

## История
Зная только 30 лет об этих новых землях, фермеры нуждались в достоверной информации о местном климате и условиях земледелия. В 1865 году Джорджу Гойдеру, тогдашнему генеральному топографу колонии, было поручено составить карту границ между засушливыми землями, и землями, где выпадает достаточно осадков. Преодолев верхом до ноября 1865 года около 3200 км (не считая полуострова Эйр, 6 декабря он предоставил правительству штата свой отчёт и карту. Карта включала в себя демаркационную линию, районы к северу от которой Гойдер считал «подверженными засухе», а районы к югу — пахотными. Он отговаривал фермеров от занятий земледелием к северу от этой линии, объявив эти земли пригодными только для выпаса скота. Доклад Гойдера был основан на уже имевшейся у него информации, в дополнение к наблюдениям, сделанным во время поездки 1865 года, предпринятой для наблюдения за последствиями засухи. При проведении линии он руководствовался изменениями типов растительности, особенно различных видов лебеды.
Обильные дожди, выпавшие в 1865 году, побудили фермеров проигнорировать доклад Гойдера и поселиться в более северных районах, создавая там фермы и высаживая посевы. Идея о том, что дождь следует за плугом, зародившаяся во время сельскохозяйственной экспансии в Соединённых Штатах того времени, поддержала эту тенденцию. Однако, спустя несколько лет, многим поселенцам пришлось отказаться от своей собственности: земля действительно была непригодна для посевов, и Гойдер оказался прав. Многочисленные развалины ферм всё ещё можно увидеть в непосредственной близости от Линии Гойдера. Линия была проведена очень точно, что было непросто, учитывая относительно ограниченные знания о местном климате в то время.
Линия Гойдера была закреплена в Приложении 1 Закона об отчуждении пустошей 1872 года, запрещавшего покупку земли в кредит за пределами обозначенных сельскохозяйственных регионов. Однако, несколько хороших сезонов привели к отмене этого закона в 1874 году.
Были и другие периоды освоения земель к северу от линии, однако влияние неблагоприятных условий было решающим. Как отдельные фермы, так и целые города оказывались заброшенными, когда происходил возврат к более длительным средним показателям уровня осадков.
В декабре 2015 года климатолог Питер Хейман заявил, что «тенденция потепления и высыхания» климата Австралии определённо «приведёт к смещению Линии Гойдера» на юг.
В других штатах Австралии существуют аналогичные условия, когда часть территории штата пригодна для пашенного земледелия, а другая — только для выпаса скота. Однако, ни в одном другом штате не проводились исследования по определению линии аналогичной Линии Гойдера

## Расположение

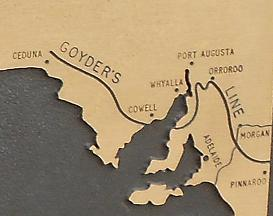
Деталь мемориального знака близ Редхилла, Южная Австралия, с изображением карты Южной Австралии, на которой показана Линия Гойдера

Линия Гойдера начинается на западном побережье Южной Австралии около Седуны и направляется на юго-восток через полуостров Эйр, чтобы выйти к заливу Спенсер около залива Арно. Она продолжается около Мунты, Кристал Брук и Оррору, затем идёт на юго-восток около Питерборо и Бурры к границе штата Виктории около Пиннару, пересекая реку Муррей к югу от Бланштауна. Сельское хозяйство к северу от Линии Гойдера возможно только вблизи реки Муррей при использовании речной воды для орошения.
Пролетая над районом, можно по отчётливому изменению растительности, увидеть приблизительный путь Линии Гойдера.